# Nuoto ai campionati europei di nuoto 2018 - 100 metri dorso femminili
La gara dei 100 metri dorso femminili degli Europei 2018 si è svolta il 6 e 7 agosto 2018. Al mattino del 6 agosto si sono svolte le batterie e nel pomeriggio le semifinali, mentre la finale si è disputata nel pomeriggio del 7 agosto.

## Podio
| Pos.    | Atleta              | Nazione     |
| ------- | ------------------- | ----------- |
| Oro     | Anastasija Fesikova | Russia      |
| Argento | Georgia Davies      | Regno Unito |
| Bronzo  | Carlotta Zofkova    | Italia      |

## Record
Prima della manifestazione il record del mondo (RM), il record europeo (EU) e il record dei campionati (RC) erano i seguenti:
|  | 58"00 | Kathleen Baker         | 28 luglio 2018 Irvine |
|  | 58"12 | Gemma Spofforth        | 28 luglio 2009 Roma   |
|  | 58"73 | Mie Østergaard Nielsen | 19 maggio 2016 Londra |

Durante la competizione non sono stati migliorati record.

## Risultati

### Batterie
| Pos. | Batteria | Corsia | Atleta                  | Nazionalità | Tempo       | Note        |
| ---- | -------- | ------ | ----------------------- | ----------- | ----------- | ----------- |
| 1    | 5        | 3      | Margherita Panziera     | Italia      | 59"86       | Q           |
| 2    | 4        | 4      | Anastasija Fesikova     | Russia      | 59"87       | Q           |
| 3    | 5        | 5      | Mie Nielsen             | Danimarca   | 59"99       | Q           |
| 4    | 5        | 6      | Georgia Davies          | Regno Unito | 1'00"03     | Q           |
| 5    | 3        | 6      | Carlotta Zofkova        | Italia      | 1'00"07     | Q           |
| 6    | 3        | 3      | Kira Toussaint          | Paesi Bassi | 1'00"12     | Q           |
| 7    | 5        | 4      | Katinka Hosszú          | Ungheria    | 1'00"15     | Q           |
| 8    | 5        | 7      | Katalin Burián          | Ungheria    | 1'00"28     | Q           |
| 8    | 4        | 1      | Mimosa Jallow           | Finlandia   | 1'00"28     | Q           |
| 10   | 3        | 5      | Simona Baumrtová        | Rep. Ceca   | 1'00"29     | Q           |
| 11   | 4        | 3      | Kathleen Dawson         | Regno Unito | 1'00"30     | Q           |
| 12   | 4        | 6      | Mathilde Cini           | Francia     | 1'00"55     | Q           |
| 13   | 3        | 4      | Daria Ustinova          | Russia      | 1'00"67     | Q           |
| 14   | 5        | 2      | Laura Riedemann         | Germania    | 1'00"77     | Q           |
| 15   | 3        | 7      | Tessa Vermeulen         | Paesi Bassi | 1'00"79     | Q           |
| 16   | 5        | 1      | Silvia Scalia           | Italia      | 1'00"92     |             |
| 17   | 4        | 5      | Polina Egorova          | Russia      | 1'01"05     |             |
| 18   | 3        | 2      | Anastasia Avdeeva       | Russia      | 1'01"17     |             |
| 19   | 5        | 8      | Theodora Drakou         | Grecia      | 1'01"18     | Q           |
| 20   | 3        | 1      | Duane Da Rocha          | Spagna      | 1'01"36     |             |
| 20   | 4        | 7      | Cassie Wild             | Regno Unito | 1'01"36     |             |
| 22   | 4        | 2      | Lisa Graf               | Germania    | 1'01"67     |             |
| 23   | 2        | 3      | Caroline Pilhatsch      | Austria     | 1'01"73     |             |
| 24   | 2        | 5      | Nina Kost               | Svizzera    | 1'01"85     |             |
| 25   | 2        | 4      | Julie Kepp Jensen       | Danimarca   | 1'01"87     |             |
| 26   | 3        | 0      | Ida Lindborg            | Svezia      | 1'02"00     |             |
| 27   | 4        | 8      | África Zamorano         | Spagna      | 1'02"11     |             |
| 28   | 4        | 0      | Ekaterina Avramova      | Turchia     | 1'02"12     |             |
| 29   | 2        | 2      | Anika Apostalon         | Rep. Ceca   | 1'02"19     |             |
| 30   | 4        | 9      | Victoria Bierre         | Danimarca   | 1'02"55     |             |
| 31   | 2        | 8      | Cristina García         | Spagna      | 1'02"84     |             |
| 32   | 2        | 6      | Gabriela Georgieva      | Bulgaria    | 1'02"97     |             |
| 33   | 2        | 1      | Shahar Menahem          | Israele     | 1'03"15     |             |
| 34   | 5        | 9      | Agata Naskręt           | Polonia     | 1'03"28     |             |
| 35   | 2        | 0      | Signhild Joensen        | Fær Øer     | 1'03"30     |             |
| 36   | 1        | 4      | Lena Grabowski          | Austria     | 1'03"36     |             |
| 37   | 3        | 9      | Karolina Hájková        | Slovacchia  | 1'03"48     |             |
| 38   | 1        | 3      | Elçin Türkmenoğlu       | Turchia     | 1'03"65     |             |
| 39   | 1        | 7      | Margaret Markvardt      | Estonia     | 1'03"77     |             |
| 40   | 3        | 8      | Eygló Ósk Gústafsdóttir | Islanda     | 1'03"82     |             |
| 41   | 1        | 2      | Aviv Barzelay           | Israele     | 1'04"01     |             |
| 42   | 1        | 5      | Vilma Ruotsalainen      | Finlandia   | 1'04"41     |             |
| 43   | 1        | 6      | Weronika Górecka        | Polonia     | 1'04"82     |             |
| 44   | 1        | 1      | Sezin Eliguel           | Turchia     | 1'04"85     |             |
| 45   | 1        | 8      | Fjorda Šabani           | Kosovo      | 1'05"87     |             |
| 46   | 2        | 9      | Arina Baikova           | Lettonia    | 1'06"63     |             |
| 47   | 1        | 0      | Eda Zećiri              | Kosovo      | 1'09"75     |             |
| DNS  | 2        | 7      | Jenna Laukkanen         | Finlandia   | Non partita | Non partita |
| DNS  | 5        | 0      | Alicja Tchórz           | Polonia     | Non partita | Non partita |

### Semifinali

#### Semifinale 1
| Pos. | Corsia | Atleta              | Nazionalità | Tempo   | Note |
| ---- | ------ | ------------------- | ----------- | ------- | ---- |
| 1    | 4      | Anastasija Fesikova | Russia      | 59"38   | Q    |
| 2    | 5      | Georgia Davies      | Regno Unito | 59"97   | Q    |
| 3    | 3      | Kira Toussaint      | Paesi Bassi | 1'00"02 | Q    |
| 4    | 7      | Mathilde Cini       | Francia     | 1'00"18 |      |
| 5    | 2      | Simona Baumrtová    | Rep. Ceca   | 1'00"49 |      |
| 6    | 1      | Laura Riedemann     | Germania    | 1'00"53 |      |
| 7    | 6      | Mimosa Jallow       | Finlandia   | 1'00"83 |      |
| 8    | 8      | Theodora Drakou     | Grecia      | 1'01"82 |      |

#### Semifinale 2
| Pos. | Corsia | Atleta              | Nazionalità | Tempo   | Note |
| ---- | ------ | ------------------- | ----------- | ------- | ---- |
| 1    | 6      | Katinka Hosszú      | Ungheria    | 59"67   | Q    |
| 2    | 3      | Carlotta Zofkova    | Italia      | 59"88   | Q    |
| 3    | 5      | Mie Nielsen         | Danimarca   | 59"89   | Q    |
| 4    | 4      | Margherita Panziera | Italia      | 59"90   | Q    |
| 5    | 2      | Katalin Burián      | Ungheria    | 1'00"01 | Q    |
| 6    | 1      | Daria Ustinova      | Russia      | 1'00"56 |      |
| 7    | 7      | Kathleen Dawson     | Regno Unito | 1'00"57 |      |
| 8    | 8      | Tessa Vermeulen     | Paesi Bassi | 1'00"98 |      |

### Finale
| Pos. | Corsia | Atleta              | Nazionalità | Tempo   | Note |
| ---- | ------ | ------------------- | ----------- | ------- | ---- |
|      | 4      | Anastasija Fesikova | Russia      | 59"19   |      |
|      | 7      | Georgia Davies      | Regno Unito | 59"36   |      |
|      | 3      | Carlotta Zofkova    | Italia      | 59"61   |      |
| 4    | 5      | Katinka Hosszú      | Ungheria    | 59"64   |      |
| 5    | 2      | Margherita Panziera | Italia      | 59"71   |      |
| 6    | 6      | Mie Nielsen         | Danimarca   | 59"93   |      |
| 7    | 1      | Katalin Burián      | Ungheria    | 1'00"05 |      |
| 8    | 8      | Kira Toussaint      | Paesi Bassi | 1'00"14 |      |